# Дівчата Гібсона

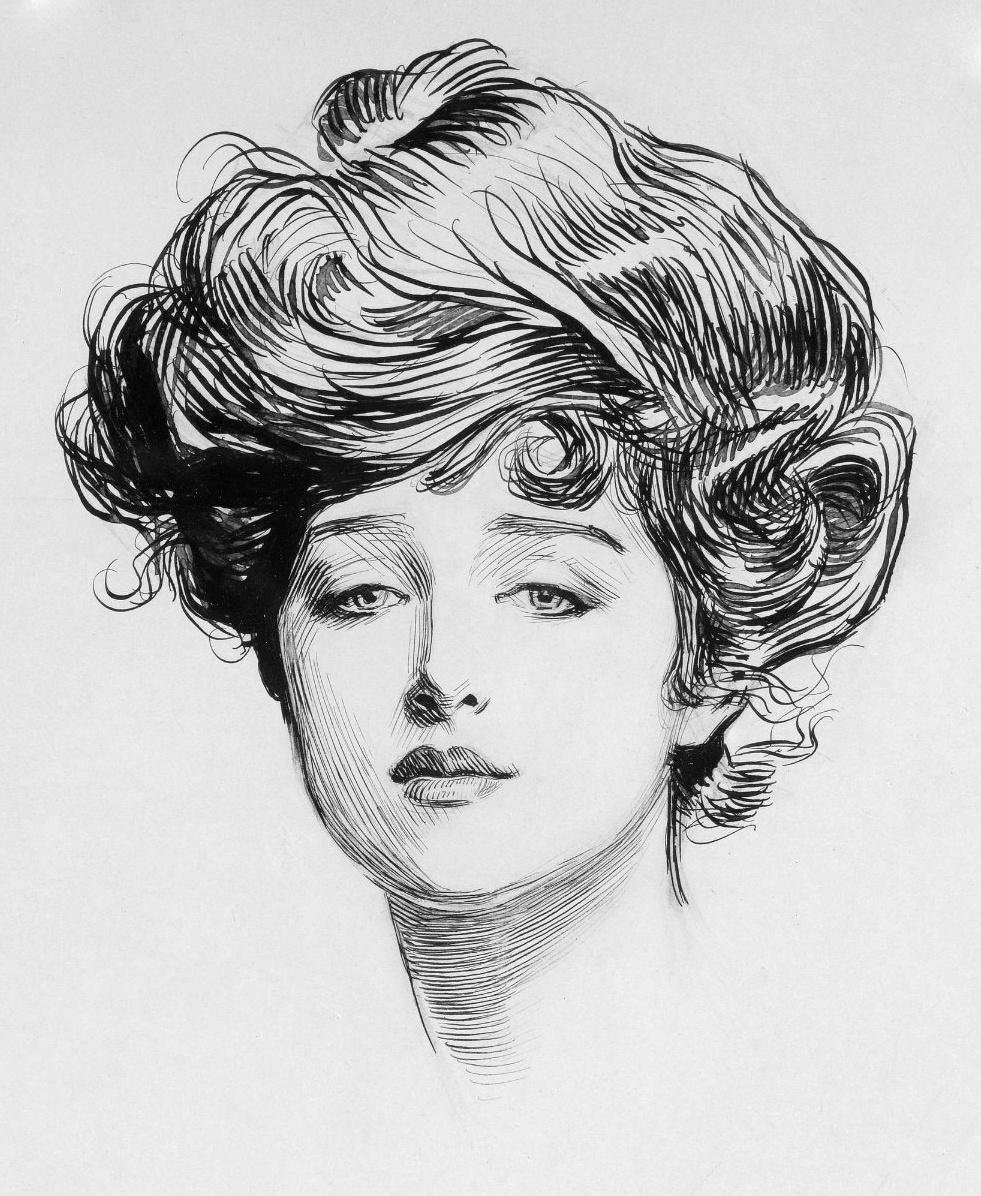
Культова «Дівчина Гібсона»

Дівчата Гібсона — ідеал жіночої краси, створений американським ілюстратором Чарльзом Дейна Гібсоном на межі XIX—XX століть в США та Канаді.
Існує твердження, що «дівчата Гібсона» були першим американським стандартом жіночої краси. Вони були вкрай популярні протягом 20 років, що передували Першій світовій війні. У магазинах продавалися «блюдця, скатертини, наволочки, сувенірні ложки, ширми, віяла і стійки для парасольок», — все з зображеннями красунь в стилі Гібсона.

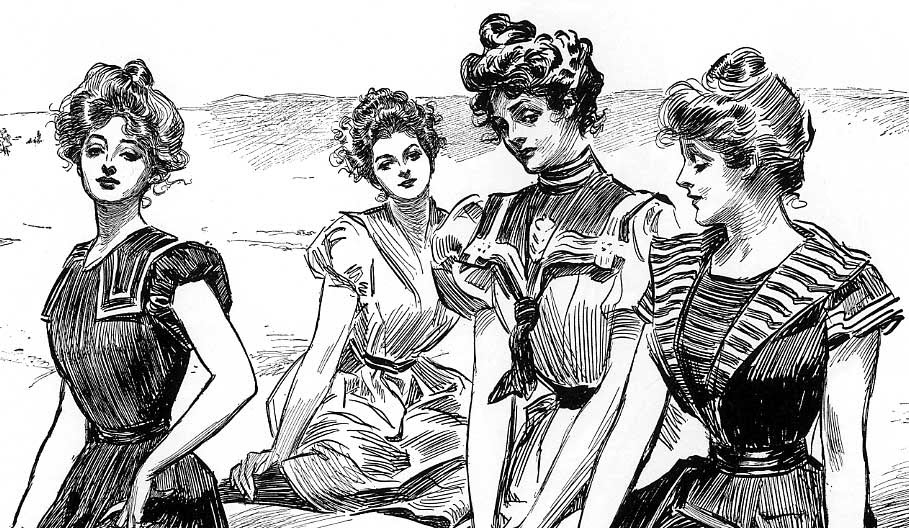
Дівчата Гібсона на пляжі

Зображення дівчат, що з'явилося в 1890-х, поєднало елементи старих американських образів сучасної жіночої краси, таких як «крихка леді» і «хтива жінка». Її образ повинен був відображати величну, юну красу, що домінувала на Заході. Від «крихкої леді» Гібсон взяв основні стрункі лінії і відчуття респектабельності. Від «хтивої жінки» було взято великий бюст і стегна, але так, щоб це не було непристойно. З цієї комбінації і з'явилася дівчина Гібсона. У неї чітко виражена перебільшена форма тулуба у формі S-кривої, досягнута за допомогою корсета-лебедя. Її шия тонка, очі великі, а волосся нагромаджено на голову в сучасному буйстві, помпадурі і шиньйоні («водоспад кучерів»). Статурна, вузька талія ідеальної жіночої фігури була зображена як невимушена та стильна. Гібсон зображував своїх героїнь як модно одягнених, відкритих та різнобічно розвинених жінок, рівних за статусом чоловікам.

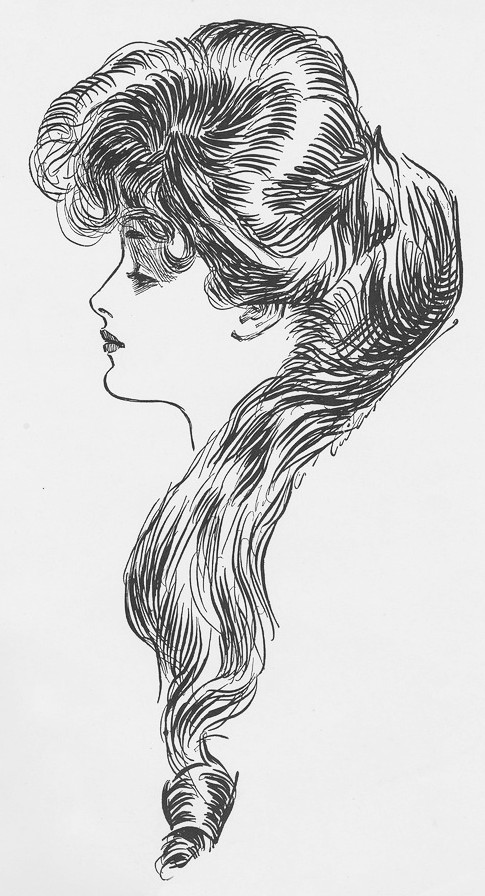
«Жінка: Вічне запитання»

Вона входить до суспільства вищого середнього класу, завжди відмінно одягнена в нове модне вбрання, що відповідає місцю і часу доби. Дівчина Гібсона також є однією з тих спортивних жінок, яких можна зустріти на велосипеді в Центральному парку. На додаток до витонченої краси, вона спокійна, незалежна, впевнена і прагне до особистої самореалізації.
Також вона домінує над чоловіками, наприклад, така дівчина могла бути зображеною вивчаючою маленького чоловіка під лупою або розчавлюючою його своєю ногою. Поруч з нею чоловіки часто зображувалися як простаки і нездари, і навіть красиво складені або дуже багаті персони не могли її задовольнити.
Гібсон часто зображував, як чоловіки закохуються в красу дівчини, виконують всі її найабсурдніші бажання.
Найчастіше дівчина Гібсона зображується самотньою та неодруженою, але короткі романи завжди розвіюють її нудьгу.
Багато жінок позували для ілюстрацій Гібсона, включаючи дружину Гібсона, Ірен Лангорн (сестру вісконтеси Ненсі Астор), яка й була музою і натхненням цього проекту. Інші моделями були Евелін Несбіт і Мінні Кларк.
Іншими художниками, що зображали жінок в стилі Гібсона, були Говард Чендлер Крісті і Херрі Дж. Пітер, який прославився як автор коміксів про Диво-жінку.
З початком Першої світової війни дівчата Гібсона вийшли з моди. Жінки нової епохи віддавали перевагу більш практичним зачіскам, костюмам та сукням, придатним для роботи в госпіталях і на фабриках.

## Подальше читання
- Patterson, Martha H. (2005). Beyond the Gibson Girl: Reimagining the American New Woman, 1895-1915. University of Illinois Press. ISBN 9780252030178. Архів оригіналу за 19 квітня 2021. Процитовано 1 травня 2020.
- Patterson, Martha H. (2008). The American New Woman Revisited: 1894-1930. New Brunswick: Rutgers University Press. ISBN 978-0813542966.
- Pollard, Percival (June 1897). Sundry "American Girls" in Black-And-White. The Book Buyer: A Review and Record of Current Literature. XIV (5): 474—478. Процитовано 27 липня 2009.